# West Windsor Township (New Jersey)
West Windsor Township ist eine Gemeinde (Township) im Mercer County (New Jersey). Das U.S. Census Bureau ermittelte bei der Volkszählung 2020 eine Einwohnerzahl von 29.518.
In dem Ort knapp 10 Kilometer südlich von Princeton liegen der Assunpink Creek und der Ortsteil (CDP) Princeton Junction.

## Persönlichkeiten
- Ethan Hawke (* 1970), Schauspieler
- James Murphy (* 1970), DJ
- John Forbes Nash (1928–2015), Mathematiker
- Christopher McQuarrie (* 1968), Drehbuchautor
- Bryan Singer (* 1965), Regisseur